# Enío

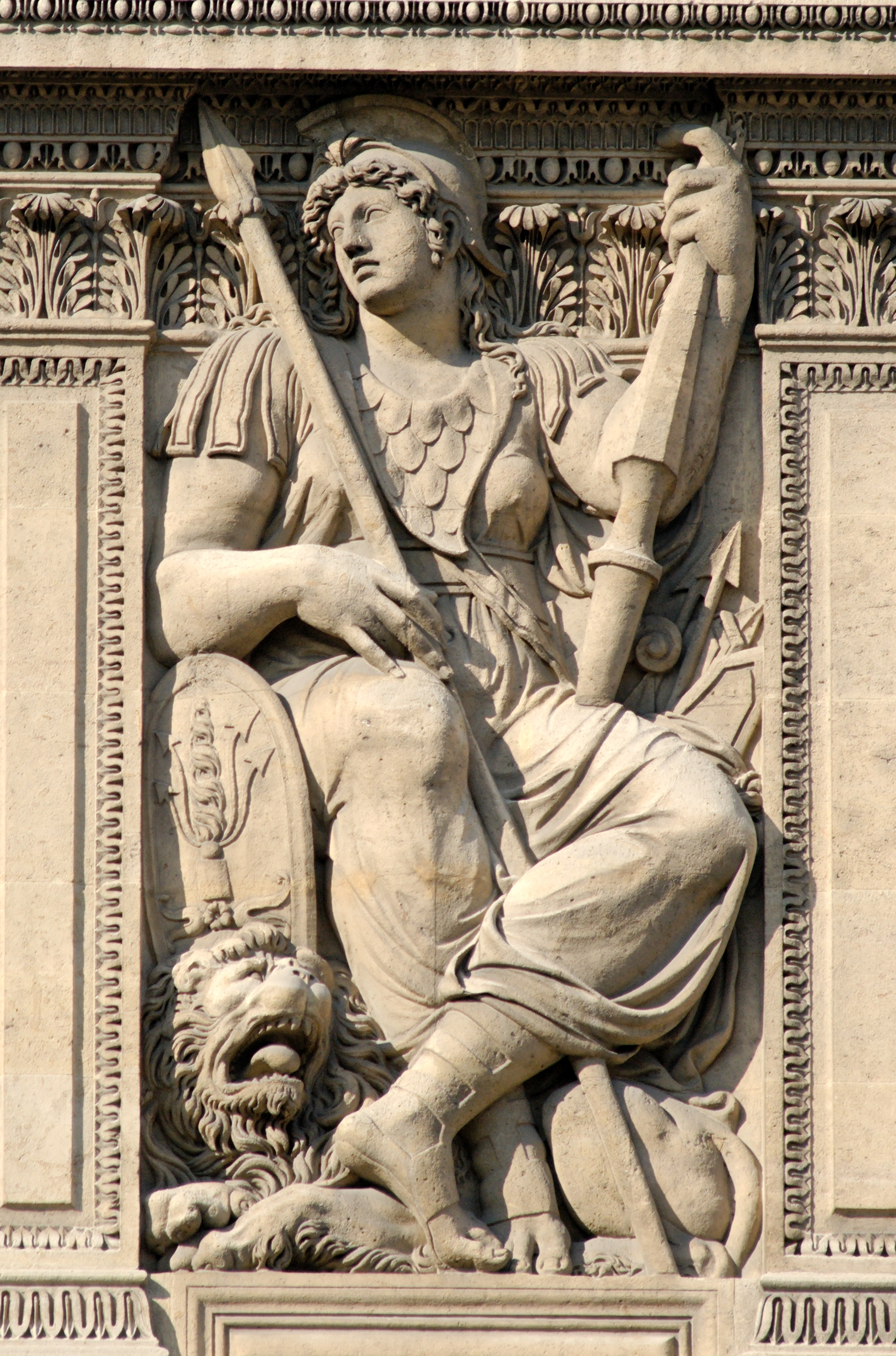
Representación de Belona,
equivalente romano de Enío,
en el Palacio del Louvre.

En la mitología griega, Enío o Enio (en griego antiguo Ένυώ Enyố, «horror» o «ardiente») era una diosa de la guerra, conocida solamente por el epíteto homérico de «destructora o saqueadora de ciudades». Se dice de ella que acompañaba a Ares durante las campañas bélicas. Enío conduce con ella el tumulto de la guerra, se deleita con la violencia y a veces es descrita cubierta de la sangre de los caídos en la batalla, y llevando las armas de guerra; a ella le deleitan las espadas, túnicas de bronce, cascos y lanzas. Homero la describe durante la guerra de Troya pero los poetas latinos la hacen intervenir durante la batalla de los siete contra Tebas o la campaña de Dioniso contra los indios. Se dice que tanto Atenea como ella ejercen su soberanía en el combate. Durante la tifonomaquia Nike se alió con Zeus y Eris con Tifón, en tanto que Enío se repartía para equilibrar ambos bandos. Cornuto diserta que, en relación con Enío, se discrepa sobre si es madre, hija o nodriza de Ares, si bien no hay ninguna diferencia: lo que sucede es que Enio (Enyo) es quien insufla (enieísa) ánimo y fuerza a los combatientes.
Como parte del séquito de Ares a Enío se le asocia con otros seres similares. Por ejemplo, en el escudo de Aquiles, es representada en compañía del Terror (Φόβος, Phóbos), el Miedo (Δεῖμος, Déimos), la Discordia (Ἔρις, Éris), las Erinies, las Keres, la Muerte (Θάνατος, Thánatos) y los Combates (Ὑσμίναι, Hysmínai). Los autores apenas la vinculan familiarmente. Los poetas tardíos dicen vagamente que es hermana de la Guerra (Πόλεμος, Pólemos), acaso reinventando la versión homérica que llama a Eris «hermana de Ares». A veces se identifica a Enío como la madre de Enialio. En los poemas homéricos Enialio es, sin embargo, un epíteto de Ares y no un dios independiente.
En Tebas y Orcómeno se celebraba un festival llamado Όμολώϊα (Homolóia) en honor de Zeus, Deméter, Atenea y Enío, y se decía que Zeus había recibido el epíteto de Homoleo (Homoloios) de Homoloide u Homolois, una sacerdotisa de Enío. Una estatua de Enío, hecha por los hijos de Praxíteles, se erigía en el templo de Ares de Atenas. El equivalente de Enío en la mitología romana era Belona. También se dice que es equivalente a la diosa anatolia Ma. En los textos hesiódicos el nombre de Enío es el de una de las dos Grayas. Tzetzes dice, en cambio, que Enío es simplemente un epíteto de Hera.